# Quand flambait le bocage
Pour plus de détails, voir Fiche technique et Distribution.
Quand flambait le bocage est un téléfilm français, diffusé pour la première fois le 21 novembre 1978, adapté du roman de Philippe Mestre et réalisé par Claude-Jean Bonnardot.

## Synopsis
Pendant l'insurrection vendéenne, Armelle de Courmont, une jeune aristocrate dont le père se bat dans les armées chouannes, noue une idylle avec un officier républicain. Elle va alors remplir la fonction ingrate d’intermédiaire entre l'armée républicaine et les troupes de Charette.

## Histoire
Le tournage s'est déroulé en Vendée, à Vouvant, à Fontenay-le-Comte et à Nantes.

## Fiche technique
- Titre : Quand flambait le bocage
- Réalisation : Claude-Jean Bonnardot
- Scénario : Philippe Mestre, d'après son roman
- Musique : François Rauber
- Assistant réalisateur : Emmanuel Fonlladosa
- Cascades : Mario Luraschi
- Année : 1978
- Pays :  France
- Date de sortie : 21 novembre 1978

## Distribution
- Véronique Delbourg : Armelle de Courmont
- Bruno Pradal : Adjudant général Travot
- Jenny Arasse : Lise de Pont Bellanger
- Marie-Agnès Breton : Claudine
- Jacqueline Chauviré : Eugénie
- Sylvain Clément : Jacques
- Christian Delangre : Hyacinthe * Béatrice Douet : Adèle
- Franck Estange : Rivière
- Joëlle Guillaud : Céleste Bulkeley
- Jacques Le Carpentier : Hoche
- Serge Merlin : l'abbé Renaud
- Roger Mollien : Charles Gendreau
- Claude Nadal : Adélaïde La Touche
- Marie-Georges Pascal : Madame de Montsorbier
- Michel Place : Bulteai
- Roger Perrinoz : Canclaux
- Pascale Leon : mademoiselle de la Charette
- André Raffard : le père Biron
- André Rouille : Tallien
- Pierre Semmler : Pfeiffer, le garde du corps de Charette
- Gérard Sergues : Charette
- Michel Valmer : Rouget de Lisle
- Didier Valmont : Henri de Linières
- Catherine Rouvel : Thérésa Tallien

Cascadeurs : Jean-Louis Airola, Christian Barbier, Malik Debbi, Christian Hening, Rico Lopez et Arlette Spetebroof